# Елесин, Андрей Алексеевич
Андрей Алексеевич Елесин — советский хозяйственный, государственный и политический деятель, Герой Социалистического Труда.

## Биография
Родился в 1909 году в Пугачёве. Член КПСС с 1931 года.
С 1925 года — на хозяйственной, общественной и политической работе. В 1925—1956 гг. — подручный слесаря, слесарь, оружейный мастер, слесарь-дизелист главных механических мастерских Вахшстроя Курган-Тюбинского района, председатель рабочкома, начальник хозчасти, парторг узла железной дороги, начальник административной хозяйственной части Вахшстроя, заместитель начальника Вахшской узкоколейной железной дороги в Молотовабадском районе, второй, первый секретарь Молотовабадского райкома Компартии Таджикистана.
Указом Президиума Верховного Совета СССР от 3 мая 1949 года присвоено звание Героя Социалистического Труда с вручением ордена Ленина и золотой медали «Серп и Молот».
Избирался депутатом Верховного Совета Таджикской ССР.
Умер в 1968 году.